# Nai-Chang Yeh
Nai-Chang Yeh (nacida en 1961) es una física taiwanés-americana que se especializa en física de la materia condensada experimental.
El énfasis de su investigación es las propiedades físicas fundamentales de sistemas electrónicos fuertemente correlacionados. Ella es conocida por sus trabajos en superconductores, materiales magnéticos y hetero-estructuras formadas por superconductores y materiales magnéticos. También esta interesada en la física fundamental y aplicaciones the materiales electrónicos de baja dimensión como el grafeno y los nanotubos de carbono. Sus técnicas experimentales incluyen microscopía criogénica con aplicación en nanociencia y nanotecnología, así como resonadores superconductores que han sido aplicados en estudios de alta resolución de en condensados de Bose-Einstein en gases de helio. 
Ella es profesora de Física y la codirectora de la Fundación Fletcher Jones del Instituto Kavli de Nanoscience en el Instituto tecnológico de California, la primera profesora ese departamento.
Ella nació y creció en Chiayi, Taiwán y recibió su licenciatura por la Universidad Nacional de Taiwán en la ciudad capital Taipéi. Ella se fue a los EE. UU. a estudiar su doctorado en física en el Instituto de Massachusetts de Tecnología.

## Premios y reconocimiento
Ha sido reconocida por un gran número de asociaciones profesionales:
- Miembro de la Asociación para el avance de la ciencia;
- Miembro, Sociedad Americana de Física;
- Miembro del Instituto de Físicas, Reino Unido;
- Miembro David y Lucile Packard para Ciencia e Ingeniería;
- Miembro investigador Sloan

Ella fue mencionada en la revista "Time" el 18 de Nov., 1991, como científica "estrella emergente" en California.